# Taça de Portugal 1974/75
Die Taça de Portugal 1974/75 war die 35. Austragung des portugiesischen Pokalwettbewerbs. Er wurde vom portugiesischen Fußballverband ausgetragen. Das Finale fand am 14. Juni 1975 im Estádio José Alvalade von Lissabon statt. Pokalsieger wurde Boavista Porto, das sich im Finale gegen Benfica Lissabon durchsetzte. Boavista war für den Europapokal der Pokalsieger 1975/76 qualifiziert.
Alle Begegnungen wurden in einem Spiel ausgetragen. Bei unentschiedenem Ausgang wurde zur Ermittlung des Siegers eine Verlängerung gespielt. Stand danach kein Sieger fest, wurde das Spiel wiederholt.

## Teilnehmende Teams
| Primeira Divisão (16) | Segunda Divisão (40) | Segunda Divisão (40) | Distrikte (2) |
| --- | --- | --- | --- |
| - Académica de Coimbra - Atlético CP - Belenenses Lissabon - Benfica Lissabon - Boavista Porto - GD da CUF Barreiro - SC Espinho - SC Farense - Leixões SC - SC Olhanense - Clube Oriental de Lisboa - FC Porto - Sporting Lissabon - União de Tomar - Vitória Guimarães - Vitória Setúbal                                                             | - SC Alba - Almada AC - FC Barreirense - SC Beira-Mar - Sporting Braga - Caldas SC - GD Chaves - CD Cova da Piedade - AD Fafe - FC Famalicão - CD Feirense - Gil Vicente FC - Juventude Évora - Lusitânia Lourosa - Lusitano GC Évora - AC Marinhense - Marítimo Funchal - CD Montijo - Odivelas FC - UD Oliveirense   | - FC Paços de Ferreira - FC Penafiel - GD Peniche - Portimonense SC - GD Estoril Praia - SC Estela Portalegre - SC Régua - GD Riopele - SC Salgueiros - AD Sanjoanense - GD Sesimbra - Sport União Sintrense - FC Tirsense - SC União Torreense - CD Torres Novas - Varzim SC - Vilanovense FC - União de Coimbra - União Leiria - União de Montemor     | - Nacional Funchal (Madeira) - SC Lusitânia (Azoren) |
| Terceira Divisão (80) | | | |
| - Académico de Viseu FC - RD Águeda - AD Ala-Arriba - AC Alcanenense - GC Alcobaça - GD Alcochetense - Alhandra SC - SC Mineiro Aljustrelense - FC Alverca - Amora FC - Anadia FC - Desportivo Aves - FC Avintes - GD Bairro Latino - CD Beja - Benfica e Castelo Branco - SCE Bombarralense - GD Bragança - Atlético Cabeceirense - SC Campomaiorense | - SL Cartaxo - Casa Pia AC - SC Covilhã - Atlético Cucujães - O Elvas CAD - Esperança Atlético - CF Esperança Lagos - AD Esposende - Febres SC - SC Freamunde - CD Gouveia - AD Guarda - SC Lamego - Leça FC - SC Leiria e Marrazes - AD Limianos - CD Lousanense - Lusitano FC Vildemoinhos - Lusitano VRSA - Luso FC | - GD Mangualde - CF Marialvas - UR Mirense - Naval 1º de Maio - Desportivo de Manção - GD Nazarenos - SC Odemirense - SL Olivais - Oliveira do Bairro SC - Operátio Lissabon - AD Ovarense - CD Paços de Brandão - Paio Pires FC - USC Paredes - SC Penalva Castelo - GD Pescadores - CF Pichelenses - AD Ponte da Barca - CD Portalegrense - Rio Ave FC | - SG Sacavenense - UDR Sambrasense - FC Seixal - Silves FC - Sporting Pombal - Eléctrico Ponte de Sor - Atlético Reguengos - GD Torralta - GD Torre Moncorvo - Tramagal Sport União - União de Almeirim - União Lamas - UD Santarém - União Santiago do Cacém - AD Valecambrense - Vasco da Gama AC - SC Vianense - SC Vila Real - UD Vilafranquense - FC Vizela |

## 1. Runde
In dieser Runde nahmen nur die Vereine aus der Terceira Divisão teil.
|                          | Ergebnis  |                         |
| ------------------------ | --------- | ----------------------- |
| SC Penalva Castelo       | 3:2       | RD Águeda               |
| CF Pichelenses           | 0:6       | SC Covilhã              |
| AD Ponte da Barca        | 2:1       | AD Limianos             |
| CD Portalegrense         | 0:1       | União de Almeirim       |
| CD Paços de Brandão      | 3:2       | FC Avintes              |
| GD Nazarenos             | 2:0       | SCE Bombarralense       |
| GD Mangualde             | 0:2       | Naval 1º de Maio        |
| SC Odemirense            | 2:0       | Luso FC                 |
| CF Marialvas             | 4:2       | AD Ala-Arriba           |
| SC Leiria e Marrazes     | 2:2 n. V. | Alhandra SC             |
| SL Cartaxo               | 1:0       | O Elvas CAD             |
| Vasco da Gama AC         | 4:1       | Casa Pia AC             |
| SC Vianense              | 7:0       | GD Bairro Latino        |
| UD Vilafranquense        | 3:0       | Eléctrico Ponte de Sor  |
| AD Valecambrense         | 2:1       | Febres SC               |
| UD Santarém              | 1:2       | GC Alcobaça             |
| SC Lamego                | 3:1       | SC Vila Real            |
| Sporting Pombal          | 2:0       | Tramagal Sport União    |
| GD Torralta              | 0:3       | UDR Sambrasense         |
| Lusitano FC Vildemoinhos | 1:3       | Atlético Cucujães       |
| Lusitano VRSA            | 4:1       | Silves FC               |
| Benfica e Castelo Branco | 2:2 n. V. | UR Mirense              |
| GD Bragança              | 2:0       | União Lamas             |
| Atlético Cabeceirense    | 2:0       | GD Torre Moncorvo       |
| Atlético Reguengos       | 0:1       | União Santiago do Cacém |
| SC Mineiro Aljustrelense | 3:0       | Paio Pires FC           |
| AD Ovarense              | 2:1       | CD Lousanense           |
| AC Alcanenense           | 2:3       | SG Sacavenense          |
| GD Alcochetense          | 1:2       | SL Olivais              |
| SC Campomaiorense        | 1:0       | FC Alverca              |
| CD Beja                  | 1:0       | CF Esperança Lagos      |
| FC Vizela                | 0:2       | Desportivo Aves         |
| SC Freamunde             | 0:1       | Rio Ave FC              |
| AD Guarda                | 3:2       | Oliveira do Bairro SC   |
| FC Seixal                | 0:0 n. V. | Operátio Lissabon       |
| Leça FC                  | 1:2       | Desportivo de Monção    |
| Esperança Atlético       | 4:2       | Académico de Viseu FC   |
| AD Esposende             | 1:2       | USC Paredes             |
| Anadia FC                | 2:3       | CD Gouveia              |
| GD Pescadores            | 0:1       | Amora FC                |

### Wiederholungsspiele
|                   | Ergebnis |                          |
| ----------------- | -------- | ------------------------ |
| Operátio Lissabon | 1:0      | FC Seixal                |
| Alhandra SC       | 2:0      | SC Leiria e Marrazes     |
| UR Mirense        | 0:1      | Benfica e Castelo Branco |

## 2. Runde
Die Vereine aus der Segunda Divisão stiegen in dieser Runde ein.
|                          | Ergebnis |                       |
| ------------------------ | -------- | --------------------- |
| Esperança Atlético       | 1:3      | Atlético Cucujães     |
| FC Barreirense           | 4:0      | SC Estela Portalegre  |
| FC Penafiel              | 3:2      | GD Riopele            |
| GD Estoril Praia         | 2:0      | Sport União Sintrense |
| CD Feirense              | 3:1      | GD Chaves             |
| Atlético Cabeceirense    | 1:0      | SC Alba               |
| Almada AC                | 2:1      | SL Olivais            |
| Benfica e Castelo Branco | 0:3      | GD Peniche            |
| GD Bragança              | 1:2      | SC Salgueiros         |
| Gil Vicente FC           | 5:1      | AD Guarda             |
| GC Alcobaça              | 0:5      | Caldas SC             |
| CD Montijo               | 3:1      | Operátio Lissabon     |
| Naval 1º de Maio         | 5:0      | CD Paços de Brandão   |
| SC Odemirense            | 0:1      | Portimonense SC       |
| Marítimo Funchal         | 5:0      | SG Sacavenense        |
| Lusitano GC Évora        | 2:1      | CD Beja               |
| Juventude Évora          | 4:1      | Alhandra SC           |
| Lusitânia Lourosa        | 1:0      | SC Lamego             |
| Lusitano VRSA            | 2:1      | Odivelas FC           |
| SC Mineiro Aljustrelense | 0:1      | SC Campomaiorense     |
| AD Ovarense              | 0:4      | USC Paredes           |
| União Santiago do Cacém  | 4:1      | Sporting Pombal       |
| SC Beira-Mar             | 2:0      | UD Oliveirense        |
| SC Régua                 | 1:0      | SC Penalva Castelo    |
| UDR Sambrasense          | 1:2      | AC Marinhense         |
| AD Ponte da Barca        | 1:6      | Varzim SC             |
| CF Marialvas             | 1:0      | AD Sanjoanense        |
| GD Nazarenos             | 1:2      | CD Torres Novas       |
| FC Paços de Ferreira     | 4:2      | Desportivo Aves       |
| SL Cartaxo               | 0:2      | SC União Torreense    |
| Sporting Braga           | 4:0      | Rio Ave FC            |
| UD Vilafranquense        | 1:2      | União de Montemor     |
| Vilanovense FC           | 5:0      | AD Valecambrense      |
| AD Fafe                  | 0:3      | SC Covilhã            |
| SC Vianense              | 3:1      | Desportivo de Monção  |
| Vasco da Gama AC         | 2:5      | GD Sesimbra           |
| FC Tirsense              | 0:3      | FC Famalicão          |
| União de Almeirim        | 2:0      | CD Cova da Piedade    |
| União de Coimbra         | 3:0      | CD Gouveia            |
| Amora FC                 | 1:0      | União Leiria          |

## 3. Runde
|                         | Ergebnis  |                       |
| ----------------------- | --------- | --------------------- |
| AC Marinhense           | 2:1       | SC Campomaiorense     |
| Lusitano VRSA           | 2:0       | GD Peniche            |
| Gil Vicente FC          | 1:0       | Naval 1º de Maio      |
| Lusitano GC Évora       | 3:2       | Marítimo Funchal      |
| SC União Torreense      | 5:2       | GD Sesimbra           |
| Juventude Évora         | 0:2       | CD Montijo            |
| União Santiago do Cacém | 3:1       | União de Montemor     |
| Varzim SC               | 7:1       | Atlético Cucujães     |
| SC Covilhã              | 5:1       | SC Régua              |
| SC Salgueiros           | 5:1       | SC Vianense           |
| USC Paredes             | 1:0       | SC Beira-Mar          |
| CD Torres Novas         | 1:3       | União de Almeirim     |
| Almada AC               | 1:0       | Caldas SC             |
| Lusitânia Lourosa       | 3:1       | Vilanovense FC        |
| FC Famalicão            | 2:0       | FC Penafiel           |
| CF Marialvas            | 0:0 n. V. | Sporting Braga        |
| FC Paços de Ferreira    | 4:0       | Atlético Cabeceirense |
| Amora FC                | 1:2       | Portimonense SC       |
| União de Coimbra        | 3:1       | CD Feirense           |
| GD Estoril Praia        | 2:0       | FC Barreirense        |

### Wiederholungsspiel
|                | Ergebnis |              |
| -------------- | -------- | ------------ |
| Sporting Braga | 3:0      | CF Marialvas |

## 4. Runde
Die Spiele fanden am 11. Februar 1975 statt.
Freilos: SC Covilhã und União de Almeirim
|                         | Ergebnis |                   |
| ----------------------- | -------- | ----------------- |
| Portimonense SC         | 4:1      | USC Paredes       |
| Sporting Braga          | 3:0      | União de Coimbra  |
| SC União Torreense      | 4:0      | Lusitano VRSA     |
| União Santiago do Cacém | 1:0      | Almada AC         |
| FC Paços de Ferreira    | 1:0      | GD Estoril Praia  |
| Gil Vicente FC          | 1:0      | Lusitano GC Évora |
| Lusitânia Lourosa       | 1:0      | Varzim SC         |
| CD Montijo              | 2:1      | SC Salgueiros     |
| AC Marinhense           | 2:4      | FC Famalicão      |

## 5. Runde
In dieser Runde stiegen die 16 Teams der Primeira Divisão und die 2 Teams aus den Kolonialgebieten ein. Die Spiele fanden am 5. und 6. April 1975 statt.
Freilos: SC Farense, Sporting Braga und Leixões SC
|                          | Ergebnis |                         |
| ------------------------ | -------- | ----------------------- |
| Boavista Porto           | 3:0      | SC Espinho              |
| FC Paços de Ferreira     | 1:3      | Vitória Guimarães       |
| SC Covilhã               | 1:0      | SC Olhanense            |
| Vitória Setúbal          | 2:0      | Lusitânia Lourosa       |
| Clube Oriental de Lisboa | 5:4      | Nacional Funchal        |
| União de Tomar           | 5:3      | FC Famalicão            |
| CD Montijo               | 4:1      | União de Almeirim       |
| Benfica Lissabon         | 6:0      | Portimonense SC         |
| Belenenses Lissabon      | 3:0      | SC União Torreense      |
| GD da CUF Barreiro       | 3:1      | Gil Vicente FC          |
| FC Porto                 | 6:0      | União Santiago do Cacém |
| SC Lusitânia             | 0:1      | Atlético CP             |
| Académica de Coimbra     | 1:4      | Sporting Lissabon       |

## Achtelfinale
Die Spiele fanden am 18. Mai 1975 statt.
|                          | Ergebnis  |                     |
| ------------------------ | --------- | ------------------- |
| Sporting Braga           | 1:0       | SC Farense          |
| SC Covilhã               | 0:2       | Boavista Porto      |
| União de Tomar           | 5:3       | CD Montijo          |
| Clube Oriental de Lisboa | 0:2       | Belenenses Lissabon |
| Leixões SC               | 2:4       | Benfica Lissabon    |
| GD da CUF Barreiro       | 0:1       | Vitória Setúbal     |
| FC Porto                 | 3:3 n. V. | Vitória Guimarães   |
| Atlético CP              | 0:2       | Sporting Lissabon   |

### Wiederholungsspiel
|                   | Ergebnis |          |
| ----------------- | -------- | -------- |
| Vitória Guimarães | 2:3      | FC Porto |

## Viertelfinale
Die Spiele fanden am 25. und 27. Mai 1975 statt.
|                     | Ergebnis  |                   |
| ------------------- | --------- | ----------------- |
| União de Tomar      | 0:0 n. V. | Sporting Lissabon |
| Vitória Setúbal     | 0:1       | Benfica Lissabon  |
| Belenenses Lissabon | 2:0       | FC Porto          |
| Sporting Braga      | 0:5       | Boavista Porto    |

### Wiederholungsspiel
|                   | Ergebnis |                |
| ----------------- | -------- | -------------- |
| Sporting Lissabon | 5:0      | União de Tomar |

## Halbfinale
Die Spiele fanden am 29. Mai 1975 statt.
|                     | Ergebnis  |                   |
| ------------------- | --------- | ----------------- |
| Boavista Porto      | 1:0 n. V. | Sporting Lissabon |
| Belenenses Lissabon | 1:2       | Benfica Lissabon  |

## Finale
| Paarung          | Boavista Porto – Benfica Lissabon |
| Ergebnis         | 2:1 (2:0) |
| Datum            | 14. Juni 1975 |
| Stadion          | Estádio José Alvalade, Lissabon |
| Schiedsrichter   | António José da Silva Garrido |
| Tore             | 1:0 Mané (15.) 2:0 João Alves (17.) 2:1 Rui Jordão (60.) |
| Boavista Porto   | António Botelho – Leonel Trindade, Álvaro Carolino, Mário João – António Taí, João Alves, Celso de Matos, Acácio Casimiro (88. Manuel Barbosa) – Mané (74. Amândio Barreiras), Salvador Almeida, Francisco Mário Cheftrainer: José Maria Pedroto |
| Benfica Lissabon | José Henrique – Malta da Silva , António Bastos Lopes, António Barros – Vítor Martins (67. Vítor Moia), Toni, Messias Timula, Shéu (28. Ibraim Silva), Diamantino Costa – Rui Jordão, Mário Moinhos Cheftrainer: Milorad Pavić ( Jugoslawien)    |
| Gelbe Karten     | Mané – Vítor Martins |